# Ruta 53 (Uruguay)
La ruta N.º 53 es una de las rutas nacionales de Uruguay, sin embargo la mayoría de su trazado se encuentra bajo jurisdicción departamental.

## Características

### Trazado
La carretera recorre todo el centro del departamento de Colonia en dirección general sur-norte, partiendo desde la rotonda ubicada en el kilómetro  118.600 de la ruta 1. Se dirige primero a la ciudad de Nueva Helvecia, a la cual ingresa desde el sur como Avenida José Batlle y Ordóñez, y egresa de la misma al noreste de la ciudad a la altura del río Rosario, el cual cruza por el paso conocido como Mugglin, para continuar su camino hacia el norte por zonas netamente rurales dedicadas principalmente a la ganadería. En su recorrido une los parajes de Barrancas Coloradas, Costa de Rosario y Zunin. La carretera finaliza su recorrido en el norte del departamento, a la altura del kilómetro 121.850 de la ruta 12.

### Categorización
Desde 1993, por resolución del Poder Ejecutivo N.º 636/993, el tramo de esta carretera comprendido entre la ciudad de Nueva Helvecia y la ruta 12 fue desafectado de la jurisdicción nacional (MTOP-DNV), pasando a jurisdicción departamental.
De acuerdo al sistema de codificación para caminería rural implementado en 2018, la ex ruta nacional 53, entre Nueva Helvecia y ruta 12 se desglosó en los tramos departamentales: UYCO 0643, UYCO 0623 y UYCO 0617.